# Супергероините на DC: Школата за супергерои
„Супергероините на DC: Школата за супергерои“ или „Ди Си Суперхироу Гърлс: Школата за супергерои“ (на английски: DC Super Hero Girls: Super Hero High) е американски анимационен телевизионен филм от 2016 г., базиран на поредицата DC Super Hero Girls. Филмът е излъчен по Boomerang на 19 март 2016 г. в САЩ, както и във Великобритания и Ирландия на 21 май. Също така е излъчен и по Cartoon Network на 30 април.

## Озвучаващ състав
- Анайс Феъруедър – Супергърл
- Грей Грифин – Жената чудо/Гиганта
- Тара Стронг – Харли Куин/Отровната Айви
- Мей Уитман – Батгърл
- Тийла Дън – Пчеличка
- Стефани Шех – Катана
- Ашли Екщейн – Чийта
- Ника Футърман – Хоукгърл
- Джош Кийтън – Хал Джордан/Светкавицата
- Таня Гунади – Лейди Шива
- Фред Таташор – Килър Крок
- Мисти Лий – Биг Барда
- Хелън Слейтър – Марта Кент
- Том Кени – Комисар Гордън
- Ивет Никол Браун – Директор Уолър

## В България
В България филмът е излъчен през 2017 г. по „Картун Нетуърк“, преведен като „Ди Си Суперхироу Гърлс: Школата за супергерои“.

### Нахсинхронен дублаж
| Роля           | Изпълнител         |
| -------------- | ------------------ |
| Жената-чудо    | Петя Абаджиева     |
| Харли Куин     | Яна Огнянова       |
| Хоукгърл       | Татяна Захова      |
| Батгърл        | Стефания Георгиева |
| Пчеличка       | Никол Султанова    |
| Чийта          | Ася Михайлова      |
| Директор Уолър | Симона Нанова      |
| Комисар Гордън | Николай Пърлев     |
| Зверчето       | Ана-Мария Лалова   |
| Горила Грод    | Петър Калчев       |
| Други гласове  | Христо Бонин       |
| Други гласове  | Константин Лунгов  |

| Обработка           | студио „Про Филмс“ (2017) |
| ------------------- | ------------------------- |
| Режисьор на дублажа | Николина Петрова          |
| Преводач            | Николина Петрова          |